# Searsia ochracea
Searsia ochracea är en sumakväxtart som först beskrevs av Robert Desmond Meikle, och fick sitt nu gällande namn av Moffett. Searsia ochracea ingår i släktet Searsia och familjen sumakväxter. Utöver nominatformen finns också underarten S. o. saxicola.